# Panelus pernitidus
Panelus pernitidus är en skalbaggsart som beskrevs av Vladimir Balthasar 1972. Panelus pernitidus ingår i släktet Panelus och familjen bladhorningar. Inga underarter finns listade i Catalogue of Life.